# WITH LOVE
『WITH LOVE』（ウィズ ラブ）は、1998年4月14日から6月30日までフジテレビ系で毎週火曜21:00 - 21:54に放送されたテレビドラマ。初回は15分拡大・最終回は30分拡大。平均視聴率18.1%、最高視聴率は最終回の23.6%。全12回。主演は竹野内豊。
当時、普及しつつあったインターネットとメールをテーマに、ネット恋愛を題材にした恋愛ドラマ。
ドラマの登場人物が音楽クリエーターという設定のため、その制作現場がよく登場した。
及川光博のデビュー作でもある。また、竹野内豊の単独初主演作でもある。
2023年現在、VHS化はされているが、DVD化はされてない。

## ストーリー
ハンドル名"hata"こと作曲家の天（竹野内豊）が、自作曲をメールで会社に送信する際、送信先を間違えてハンドル名"てるてる坊主"こと雨音（田中美里）に送ってしまったことをきっかけにメル友となり、互いに惹かれあっていく。
互いに、「パリ在住で、元・銀行員の留学生」「九州在住で、元・作曲家の小学校音楽教師」と自分のプロフィールを偽り、メールごしに会話を重ねる2人。しかし、日常で顔を合わせる2人は、互いにメル友とは知らず、互いの印象も良くないまま…。
パソコンメールから始まるラブストーリー。

## キャスト
長谷川天（はせがわ たかし）（27)（演：竹野内豊）
音楽事務所AVAでCM音楽を手がける作曲家。1971年9月2日生まれ。
12話で雨音と付き合い始める。雨音とは遠距離恋愛中。（天が仕事でパリにいるため。）
リナと再会した際、言葉を大切にというアドバイスを受けた。
村上雨音（むらかみ あまね）(23)（演：田中美里）
ふたば銀行入社3年目の銀行員。短大を卒業し、銀行に入社。９話で吉田と婚約。
12話で別れ、その後、天と付き合い始め、「天さん」と呼んでいる。天とは遠距離恋愛中であり、
天とはメールで繋がっている。
吉田とパリに行くために銀行に退職届を出していたが、新支店長に引き止められ復職。（銀行に復職したことも天に報告。）
吉田晴彦(よしだはるひこ）（演：及川光博）
雨音が合コンで知り合った商社マン。雨音のことが好きで9話で婚約したが、
hataに恋をしている雨音と一緒にいるのが辛くなり、12話で別れた。
天とパリで会った際、雨音は日本であなたを待っていると伝えた。
今井佳織（いまいかおり）（演：藤原紀香）
FMラジオ局（TOKYOFM）の人気DJ。天の恋人。
物語の中盤で天とメールをしているてるてる坊主の存在に気づき、後に天と別れる。
別れてからも天をサポートしている。（リナに天の電話番号を知らせるなど。）
木下健太郎（きのしたけんたろう）（演：川岡大次郎）
音楽事務所AVAにアルバイトとして働く学生（後にAVAを退職→作曲家として出戻り）。天に憧れて事務所に入った。
あだ名は金太郎。
竹内めぐみ（たけうちめぐみ）（演：原千晶）
雨音と同期の銀行員。派手な印象を持つ。
中島みどり（なかじまみどり）（演：原沙知絵）
音楽事務所AVAのスタッフ。
リナ（りな）（演：川村かおり）
天がかつて所属していたバンド「アッシュ」のボーカルで、当時の天の恋人。
4年前に結婚し、双子の母親。現在は田舎で小さな服屋を経営。
天とは距離が近すぎて詩が書けなくなっていたため天の前から姿を消した。
すぐ帰ってこようと思っていたが、天が分かってくれないと思い、諦めた。
once in a blue moonを聞いて天が誰かにマジで恋してることが分かり、言葉を大切にとアドバイスした。
1〜11話までのテロップはKAORI表記。
佐々木富子（ささきとみこ）（1、12話）（演：内海桂子）
ふたば銀行に長年預金をしている顧客。来店するといつも雨音を担当に指名し、窓口で愚痴をこぼす。
自分のことを「クソババア」と呼んでいる。
斎藤智美（さいとうともみ）（1,2,3,5,8,9,10,11,12話）（演：渋谷琴乃）
雨音の友達。彼氏との子供を妊娠しており、もうすぐできちゃった結婚をする予定。
雨音がパリに行った12話の中盤で男の子を出産した。
山口祐子（やまぐちゆうこ）（演：山崎裕里）
雨音とめぐみの同僚。恋バナが好き。

小西課長（こにしかちょう）（演：田山涼成）
雨音が勤める銀行の課長。嫌味な性格で、雨音に辛く当たる。
古川英子（ふるかわえいこ）（演：浅田美代子）
音楽事務所AVAの社長。人に金を握らせるなど汚い部分もある。

## スタッフ
- 脚本：伴一彦、尾崎将也
- 音楽：岩代太郎
- 主題歌：MY LITTLE LOVER 「DESTINY」
- 挿入歌：Kaori「Miniature Garden」
- プロデューサー：喜多麗子
- 演出：本間欧彦、田島大輔、二宮浩行

## 放送日程
| 各話                                                       | 放送日        | サブタイトル                       | 脚本            | 演出     | 視聴率 |
| ---------------------------------------------------------- | ------------- | ---------------------------------- | --------------- | -------- | ------ |
| 第1話                                                      | 1998年4月14日 | 恋する季節                         | 伴一彦          | 本間欧彦 | 19.8%  |
| 第2話                                                      | 1998年4月21日 | 伝えたいこの想い                   | 伴一彦          | 本間欧彦 | 17.4%  |
| 第3話                                                      | 1998年4月28日 | 裸の恋を探して                     | 伴一彦          | 田島大輔 | 14.6%  |
| 第4話                                                      | 1998年5月5日  | 君の事が知りたい                   | 伴一彦          | 田島大輔 | 14.8%  |
| 第5話                                                      | 1998年5月12日 | 好きと言えなくて                   | 伴一彦          | 二宮浩行 | 16.3%  |
| 第6話                                                      | 1998年5月19日 | キミに会いたい！                   | 伴一彦          | 本間欧彦 | 16.3%  |
| 第7話                                                      | 1998年5月26日 | 信じられない告白                   | 尾崎将也        | 田島大輔 | 17.7%  |
| 第8話                                                      | 1998年6月2日  | 君を待つ夜に……                     | 伴一彦          | 田島大輔 | 17.6%  |
| 第9話                                                      | 1998年6月9日  | 全てを打ち明けて                   | 伴一彦 尾崎将也 | 本間欧彦 | 17.8%  |
| 第10話                                                     | 1998年6月16日 | やっと会えた！                     | 伴一彦 尾崎将也 | 二宮浩行 | 19.1%  |
| 第11話                                                     | 1998年6月23日 | 君よ、消えないで                   | 伴一彦          | 田島大輔 | 20.3%  |
| 最終話                                                     | 1998年6月30日 | パリで君を想う・涙の恋を抱きしめて | 伴一彦          | 本間欧彦 | 23.6%  |
| 平均視聴率 18.1%（視聴率は関東地区・ビデオリサーチ社調べ） |               |                                    |                 |          |        |

- 放送時間：毎週火曜21:00 - 21:54（54分）。
- 初回は21:00 - 22:09（69分）、最終回は22:00 - 23:24（84分）拡大、ナイター中継の為60分繰下げ。

## 受賞
- 第17回ザテレビジョンドラマアカデミー賞[2][3]
  - 主演男優賞（竹野内豊）
  - 主題歌賞（MY LITTLE LOVER）
  - 新人俳優賞（及川光博）
  - ベストドレッサー賞（藤原紀香）
  - 撮影賞

## 関連商品
- WITH LOVE vol.1-４（VHS、ポニーキャニオン、PCVC30753、1998年10月17日発売）
- WITH LOVE オリジナル・サウンドトラック（CD、ソニー・ミュージックレーベルズ、SRCR2220、1998年5月8日発売）
- WITH LOVE ~ONCE IN A BLUE MOON 長谷川天イメージアルバム（CD、ソニー・ミュージックエンタテインメント、SRCL4345、1998年7月20日発売）